# Reichskomisariatul Turkestan
Reichskomisariatul  Turkestan (scris și ca Turkistan, abreviat RKT; în germană: Reichskommissariat Turkestan), a fost un Reichskommissariat pe care Germania Nazistă își propusese să îl creeze în Republicile din Asia Centrală ale Uniunii Sovietice în timpulul celui de-al Doilea Război Mondial. Istoricul sovietic Lev Bezymenski a susținut că numele Panturkestan, Großturkestan („Turkestanul mare”) și Mohammed-Reich („Imperiul mahomedan”) au fost, de asemenea, luate în considerare pentru denumirea teritoriului.
Propunerea pentru un Reichskomissariat în această regiune a fost făcută de către ideologul nazist Alfred Rosenberg, însă acesta a fost respinsă de către Adolf Hitler, care i-a spus lui Rosenberg că planurile naziste ar trebui să fie limitate la Europa pentru moment.